# Klöster und Klosterhöfe in Nürnberg

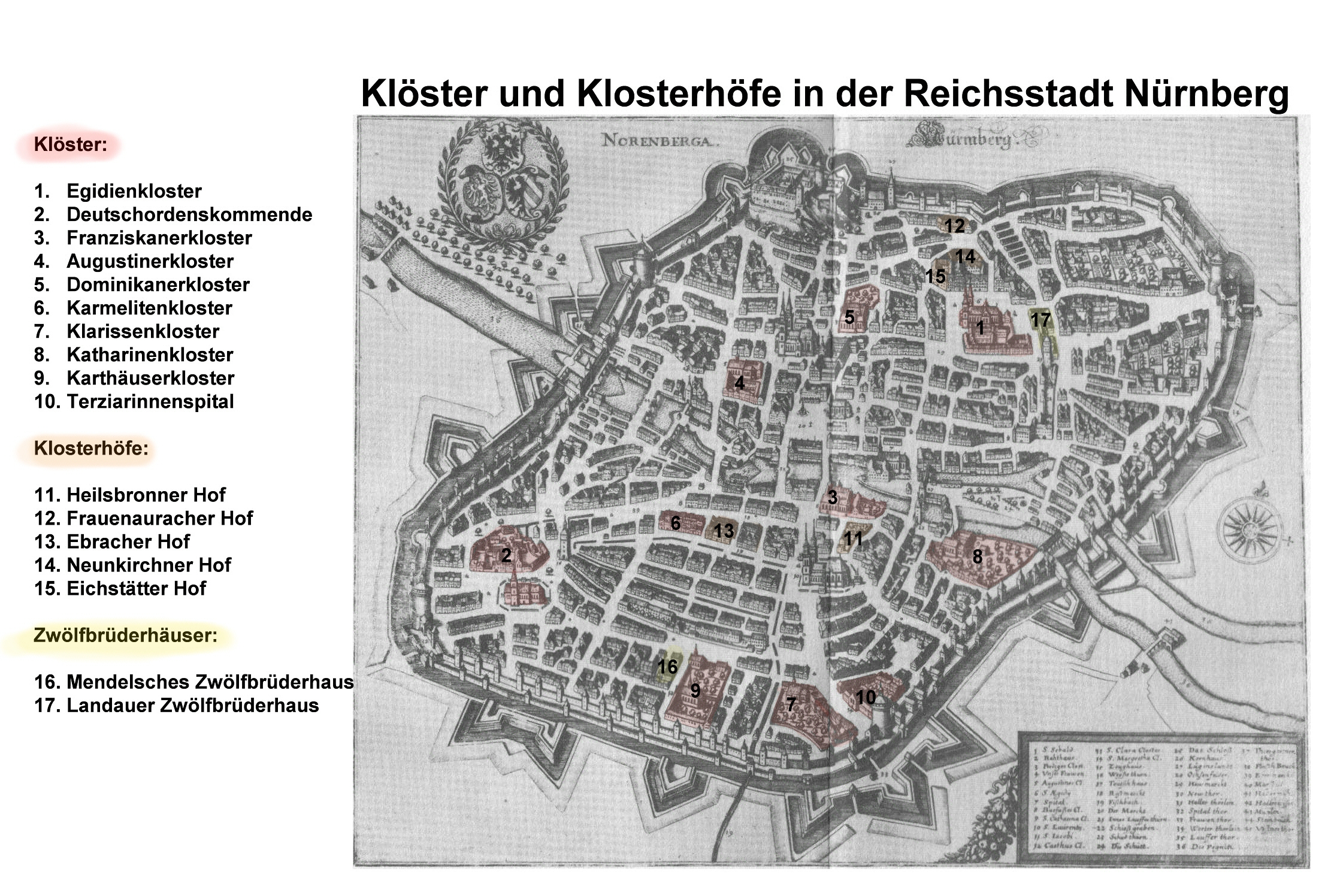
Lageplan – Karte 1642 Matthäus Merian

In der Reichsstadt Nürnberg und dem Nürnberger Umland waren bis zur Reformation alle namhaften Klostergemeinschaften vertreten. Einige Kommunitäten errichteten Klöster und Kirchen, andere unterhielten nur sogenannte Klosterhöfe, die zur Verwaltung ihrer Besitztümer in Nürnberg und Umgebung sowie als Sammel- und Verkaufsstellen für die Abgaben ihrer zinspflichtigen Hintersassen dienten.
Die Gemeinschaften der Zwölfbrüderhausstiftungen, die nach dem Vorbild der Beginen und Begarden in Nürnberg gegründet wurden, zählten nicht zu den eigentlichen Klostergemeinschaften, lebten aber nach eigenen Regeln und sind als christliche Gemeinschaften mit eigenen Häusern erwähnenswert. Die Gemeinschaften der Beginen sind in Nürnberg in der Seelsorge nachweisbar, aber nicht erforscht.
Im Zuge der Reformation wurden alle Klöster und ähnlichen katholischen Einrichtungen in Nürnberg und im reichsstädtischen Gebiet aufgelöst.

## Klöster in Nürnberg
Das älteste Nürnberger Kloster war das 1140 auf einem ehemaligen Königshof gegründete Egidienkloster. Anfang des 13. Jahrhunderts wurde 1209 die Kommende des Deutschen Ordens ebenfalls auf einem Königshof gegründet.
Im Laufe der Jahre folgten die ursprünglichen vier Bettelorden, die ebenfalls Filialen in Form neuer Klöster aufbauten. Unterstützt wurden diese Neugründungen durch Stiftungen und Lehen der Könige und Kaiser sowie Spenden und Stiftungen reicher Kaufleute, Patrizier und Adeliger. Die Franziskaner waren 1224 die ersten in Nürnberg niedergelassenen Bettelmönche. Ihnen folgten 1265 die Augustiner, 1275 die Dominikaner und ab 1287 die Karmeliten.
Im gleichen Jahrhundert wurden parallel zu den Mönchsklöstern Frauenklöster eingerichtet. Das erste Nonnenkloster war das 1240 errichtete Kloster der Klarissen. Ihm folgte 1293 das Katharinenkloster, in dem die Dominikanerinnen ihrem Glauben nachgingen.
1380 wurde als letztes großes Kloster die Karthause des Kartäuserordens in Nürnberg gegründet.
Die Terziarinnen riefen mit dem Terziarinnenspital 1412 das letzte Kloster ins Leben.

### Übersicht
- 1140 – Egidienkloster (Benediktiner)
- 1209 – Deutschordenskommende Nürnberg
- 1224 – Franziskanerkloster
- 1240 – Klarissenkloster
- 1265 – Augustinerkloster
- 1275 – Dominikanerkloster
- 1287 – Karmelitenkloster
- 1293 – Katharinenkloster
- 1380 – Kartäuserkloster
- 1412 – Terziarinnenspital/Marthaspital

## Klosterhöfe
Einige Klöster, die außerhalb Nürnbergs lagen und keine neue Filiale in der Stadt gründen konnten oder wollten, unterhielten sogenannte Klosterhöfe, die zur Verwaltung ihrer Besitztümer in Nürnberg und Umgebung sowie als Sammelstelle für die Abgaben der ihnen untergebenen Bauern und Pächter dienten. Von den Auswirkungen der Reformation waren durch Klosteraufhebungen im 16. Jahrhundert auch alle Klosterhöfe in und um Nürnberg betroffen, mit Ausnahme des Deutschen Ordens und des Klosters Ebrach.

### Heilsbronner Hof
Die Zisterzienser des Klosters Heilsbronn errichteten im 13. Jahrhundert einen Wirtschaftshof in Nürnberg. Zwischen 1254 und 1296 erwarben sie ein Areal nördlich der Lorenzkirche. Der Heilsbronner Hof lag zwischen dem alten Friedhof der Lorenzkirche (im Süden), der Bankgasse (im Westen, ehemals Wildsaugäßchen), der Findelgasse (im Norden, ehemals Gärten des Franziskanerklosters) und der Pfarrgasse (im Osten). Der Platz zwischen der Franziskanerkirche und dem Nordwesten des Heilsbronner Hofes war der Markt der Hafner und Altreußen (Flickschuster). Der Kleine Heilsbronner Hof, der im Westen an das neue Areal angrenzte, wurde bereits Mitte des 14. Jahrhunderts verpachtet und 1453 an die Holzschuher verkauft.
Das ursprüngliche Haus des Klosters lag ungefähr an der Stelle, an der sich heute der Südtrakt des Nürnberger Rathauses befindet. Das sich lang von Ost nach West erstreckende Gebäude gegenüber dem Hauptchor der Sebalduskirche, das häufig falsch als „Heilsbronner Brothaus“ beschrieben wurde, war ein mittelalterliches Kaufhaus, das die Heilsbronner Mönche bis 1332 als zentralen Umschlagplatz für die Handelsgüter ihres Klosters nutzten. Nach 1332 ging diese Funktion ganz auf den nördlich der Lorenzkirche gelegenen Heilsbronner Klosterhof über.  Die Stadt sicherte sich den Erwerb ihres zukünftigen Rathausareals durch ein „Ewiggeld“ (Kapital) von etwa 2000 Pfund Heller ab.
Das damals auf Straßenniveau liegende Kaufhaus des Klosters hat sich als Keller erhalten, in dem seit dem 14. Jahrhundert die Lochgefängnisse als reichsstädtisches Untersuchungsgefängnis untergebracht waren. Die Verkaufsgewölbe dienten nun als Gefängniszellen. Das Obergeschoss unter dem Ratssaal lag nach Fertigstellung des Rathausbaus durch Aufschüttungen ebenerdig.
Nach dem Umzug nach St. Lorenz errichteten die Zisterzienser für die in Nürnberg tätigen Mönche und Äbte eine Kapelle, die dem heiligen Nikolaus geweiht wurde. Der Bau war in seiner ursprünglichen Form im spätromanischen Stil erbaut und wurde 1482 spätgotisch umgestaltet.
Der Heilsbronner Hof in Nürnberg diente, wie der Klosterhof in Würzburg, als Getreidemagazin, als Absteigquartier für die Äbte und Mönche bei ihren Verrichtungen in Nürnberg und als Herberge für heilsbronner Fuhrleute und Pferde.
Die Ansbacher Markgrafen nutzten ihre Schutzvogtei über das Zisterzienserkloster, das Kloster finanziell und materiell auszupressen. Das Kloster versuchte sich über Kredite bei Nürnberger Geldhäusern zu finanzieren. Erst als diese nicht mehr ausreichten, stimmte der Abt Wenk 1522 der Ablösung der Erbpacht für das Rathaus durch die Reichsstadt zu und die Reichsstadt konnte ihr Rathaus endgültig erwerden. Johannes Wenk, der letzte katholische Abt des Klosters, nutzte den Heilsbronner Hof 1532 als Zuflucht und starb dort 1538. Nach der Reformation wurde das Kloster Heilsbronn aufgelöst. Der gesamte Besitz des Klosters Heilsbronn wurde säkularisiert und 1578 dem neu gegründeten Klosterverwalteramt Heilsbronn unterstellt.
Während des Krieges des Markgrafen Albrecht Alcibiades gegen Nürnberg quartierte der Magistrat 1554 im Hof fast ein Jahr lang Soldaten, Gefangene und Pferde ein. Die Besitztümer wurden bis 1719 zwischen den Fürstentümern Brandenburg-Ansbach und Brandenburg-Bayreuth aufgeteilt, während der Heilsbronner Hof gemeinsam verwaltet wurde. Die Stadt Nürnberg versuchte in den Folgejahren erfolglos, den Heilsbronner Hof als Vergnügungsstätte (Spielstätte für Meistersinger und Komödianten, Fechtplatz etc.) zu erwerben. 1784 wurden die mittelalterlichen Gebäude durch ein repräsentatives Gebäude aus Sandstein ersetzt, das den fürstlichen Residenten als Wohnhaus diente.
1806 fielen die beiden Fürstentümer und die Freie Reichsstadt Nürnberg an das neu gegründete Königreich Bayern. Die bayerische Verwaltung teilte der 1780 in Ansbach gegründeten „Hochfürstlich Anspach-Bayreuthischen Hofbanco“, die ab 1792 „Königlich Preußischer Banco in Franken“ genannt wurde, den Heilsbronner Hof als Geschäftsgebäude zu und benannte die Bank in „Königlich Baierische Banco“ um.
Die Nikolauskapelle wurde 1847 abgerissen, um Platz für einen Erweiterungsbau zu schaffen. Während des Zweiten Weltkriegs wurde das Areal nahezu völlig zerstört.

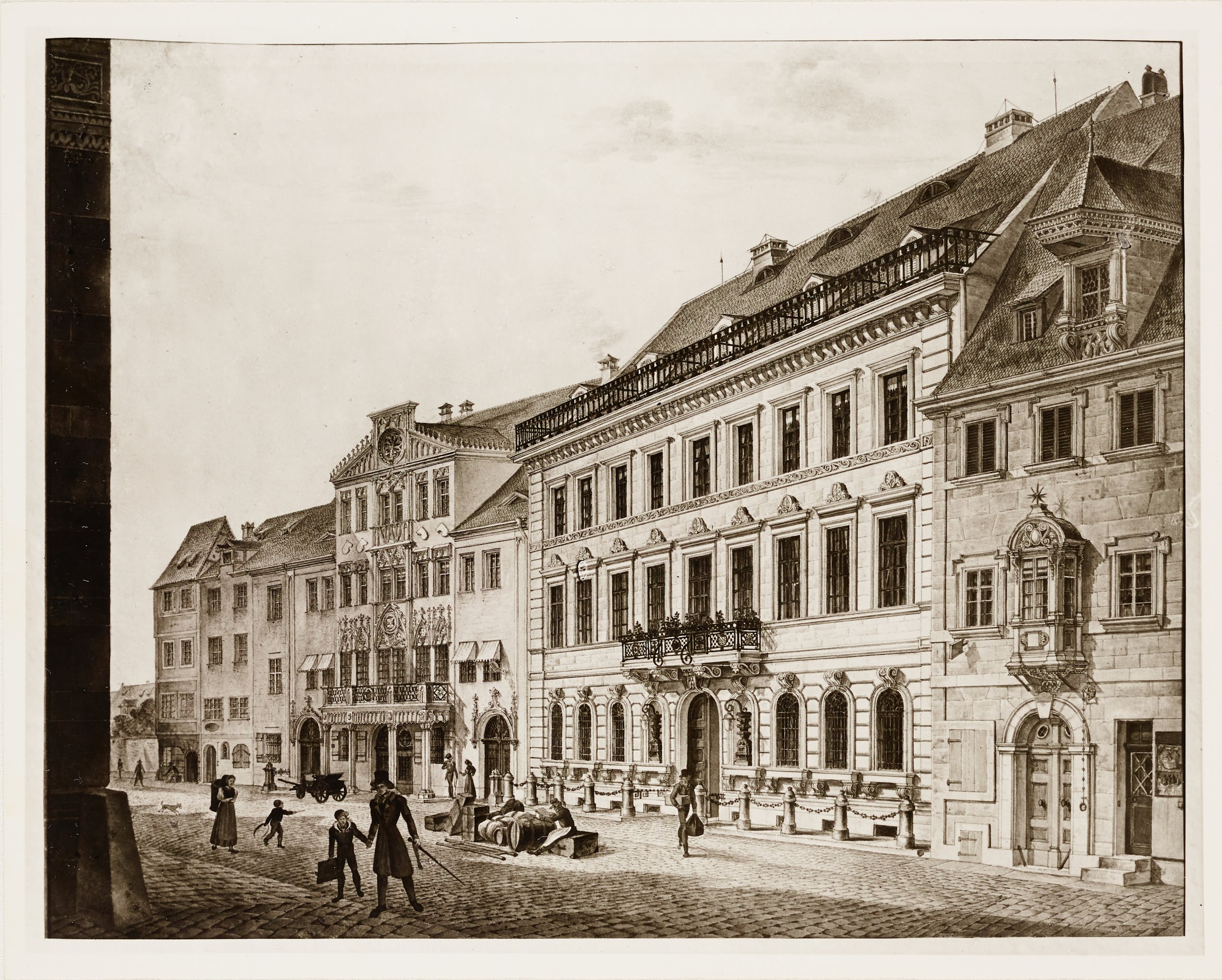
Georg Christoph Wilder Lorenzer Platz
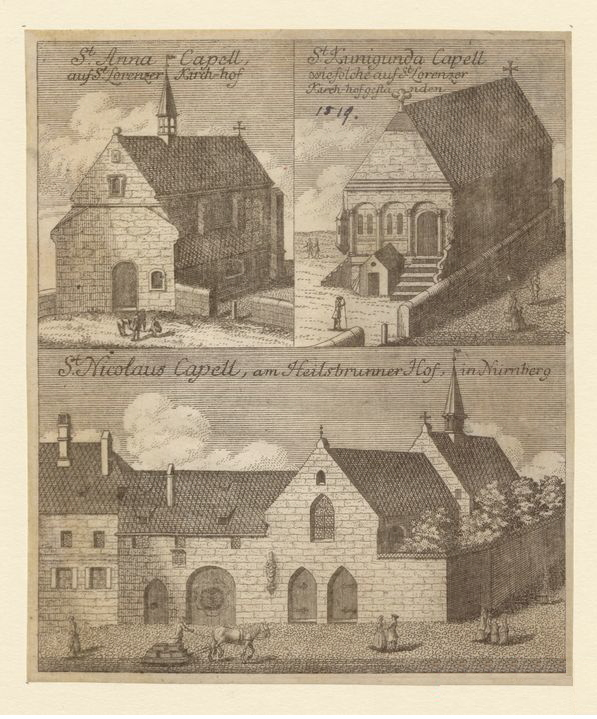
Kirchhof St. Lorenz und St. Nikolaus 1766
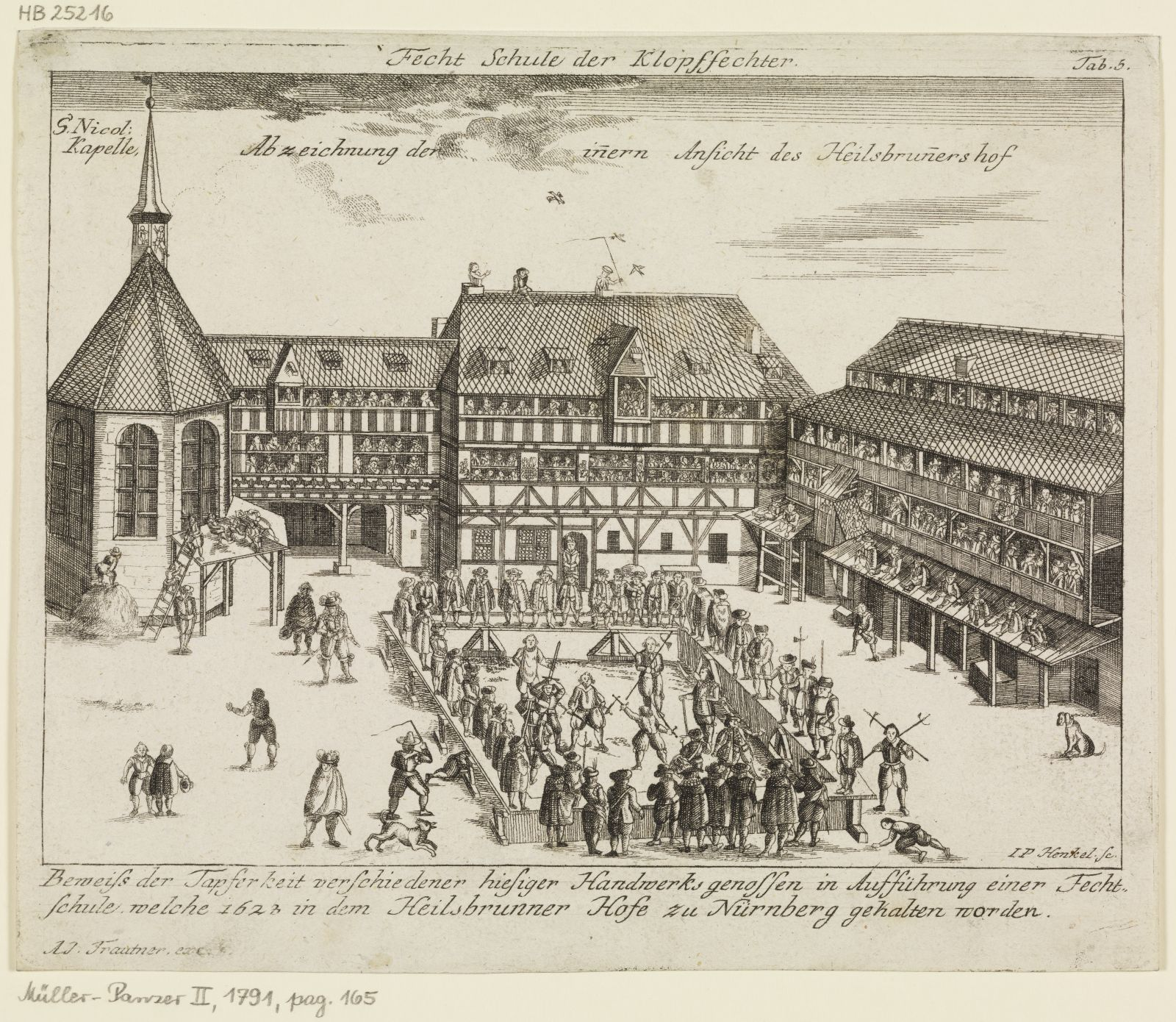
Heilsbronner Hof – Fechtschule – 1623
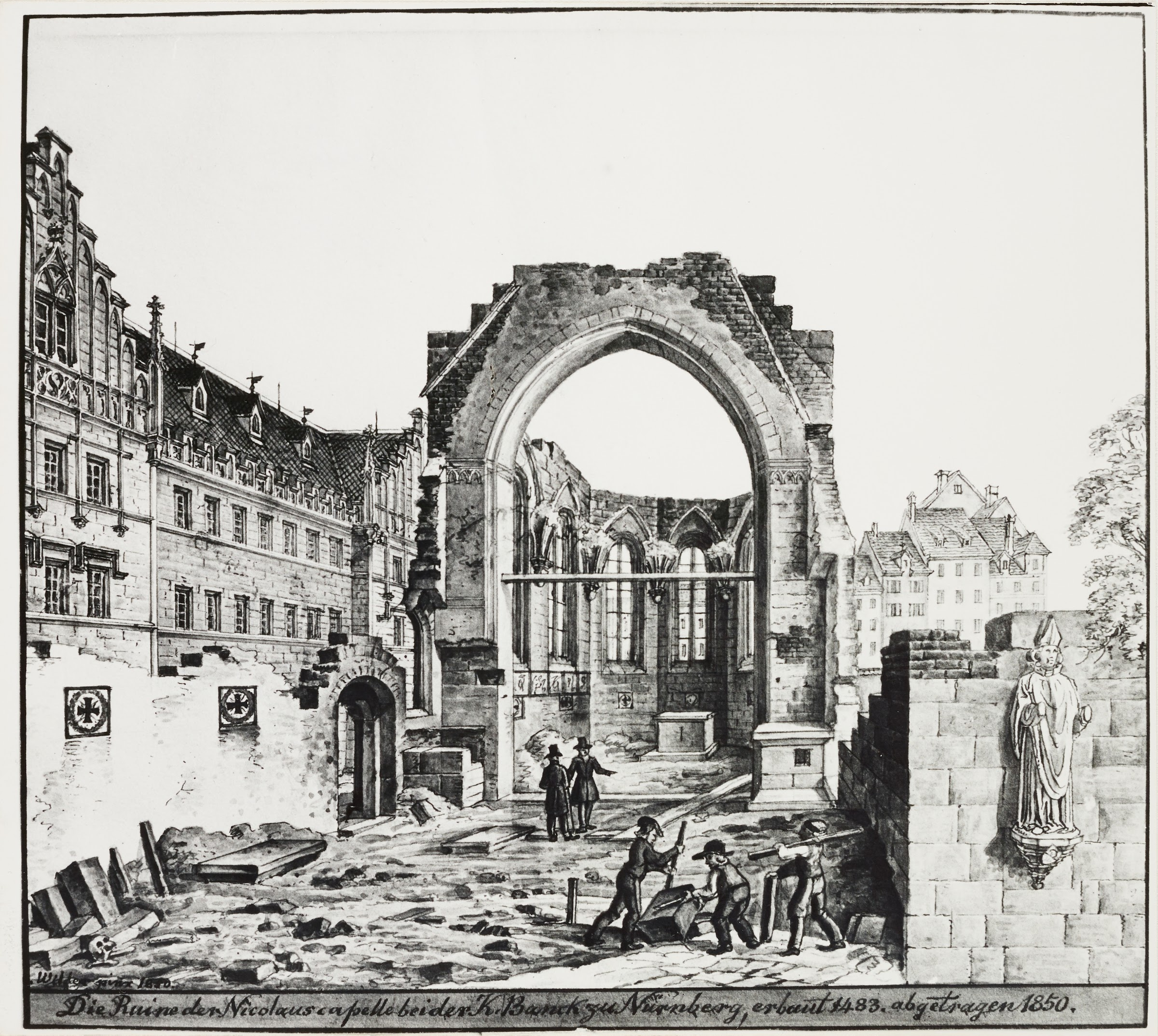
Georg Christoph Wilder Abbruch der Nikolauskapelle
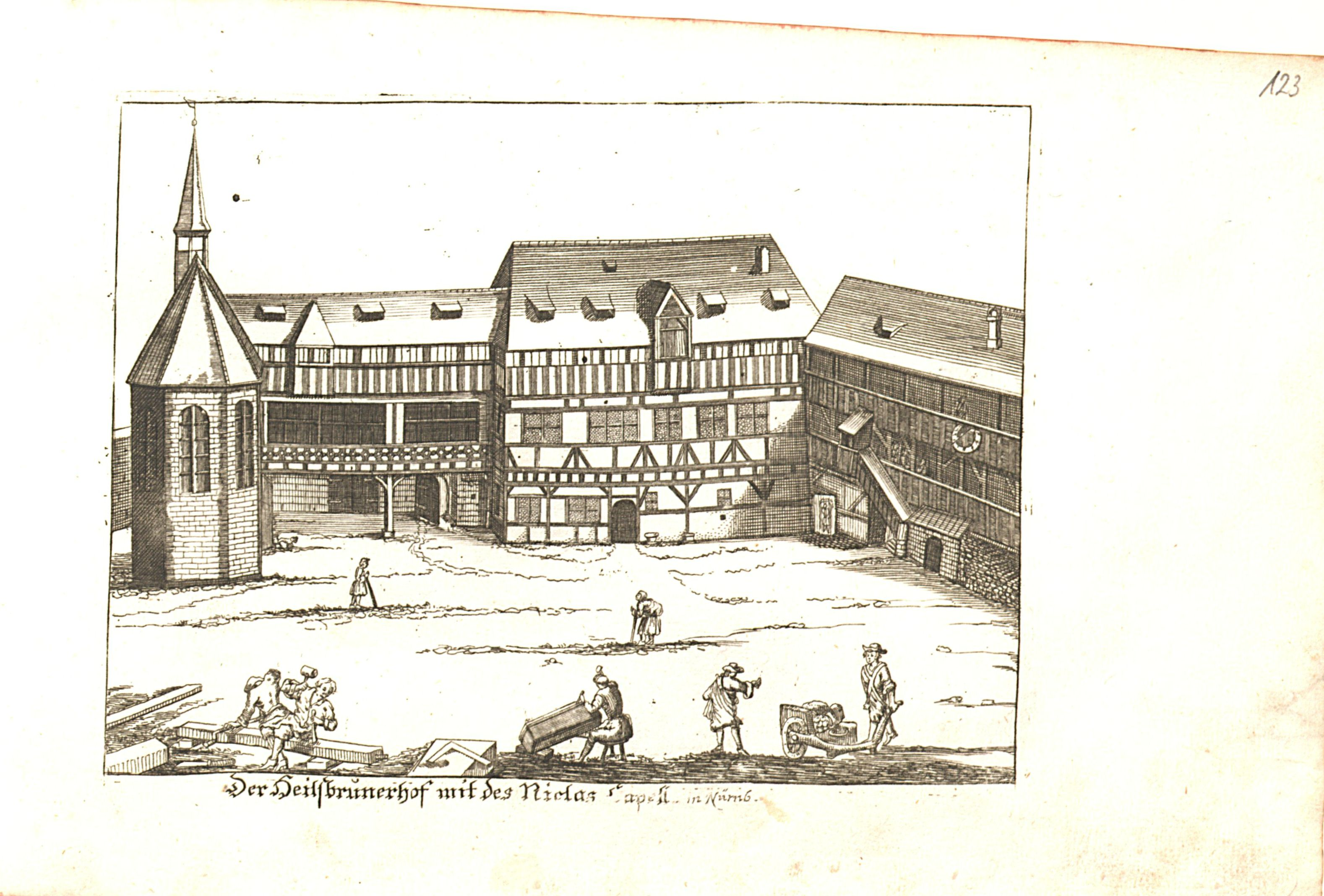
Johann Alexander Böner Heilsbrunner Hof
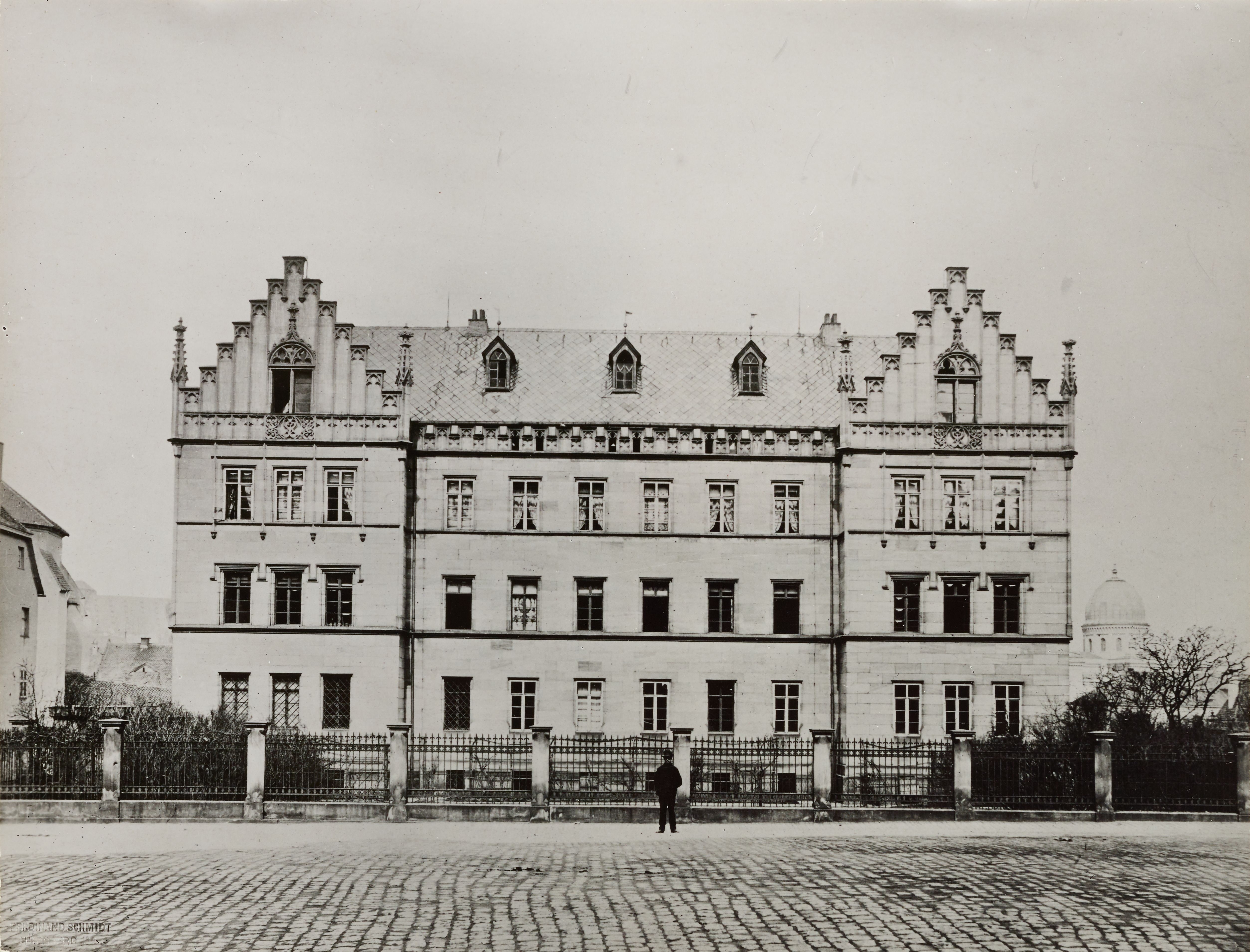
Ehemalige Königliche Bayerische Staatsbank (vormals Heilsbronner Hof), Bankgasse 9. links im Hintergrund ehemalige Franziskanerkirche

1950 wurde das neue Bankgebäude nach Plänen von Sep Ruf errichtet. Ein Teil des Geländes blieb unbebaut und wurde ein Teil des Lorenzer Platzes. Das Gebäude diente bis 2011 der VR-Bank Nürnberg als Zentrale. Nach einer kurzen Umbauzeit wurde es am 20. Februar 2014 dem Bayerischen Staatsministerium der Finanzen, für Landesentwicklung und Heimat als Sitz des Heimatministeriums übergeben.

### Frauenauracher Hof
Die Geschichte des Frauenauracher Hofes ist nicht eindeutig geklärt. Der Wirtschaftshof des Klosters Frauenaurach soll in Gegensatz zu den anderen Klosterhöfen in Nürnberg keine Filiale, sondern die Keimzelle des Klosters gewesen sein, von dem aus das 1276 von den Herren von Gründlach gestiftete Kloster Frauenaurauch besetzt wurde. Der ursprüngliche Name soll „Klösterlein zum Heiligen Kreuz“ gewesen sein. Anderen Quellen zufolge soll das Kloster von Engelthal aus besetzt worden sein.
Der Frauenauracher Hof lag am Paniersplatz und ging nach der Aufhebung des Klosters in den Besitz der Markgrafen von Brandenburg Ansbach über. Die Bezeichnung „Markgräfliche Häuser am Paniersberg“ stammt aus dieser Zeit. Heute steht auf dem Areal des Frauenauracher Hofes das Paniersschulhaus am Paniersplatz.

### Ebracher Hof

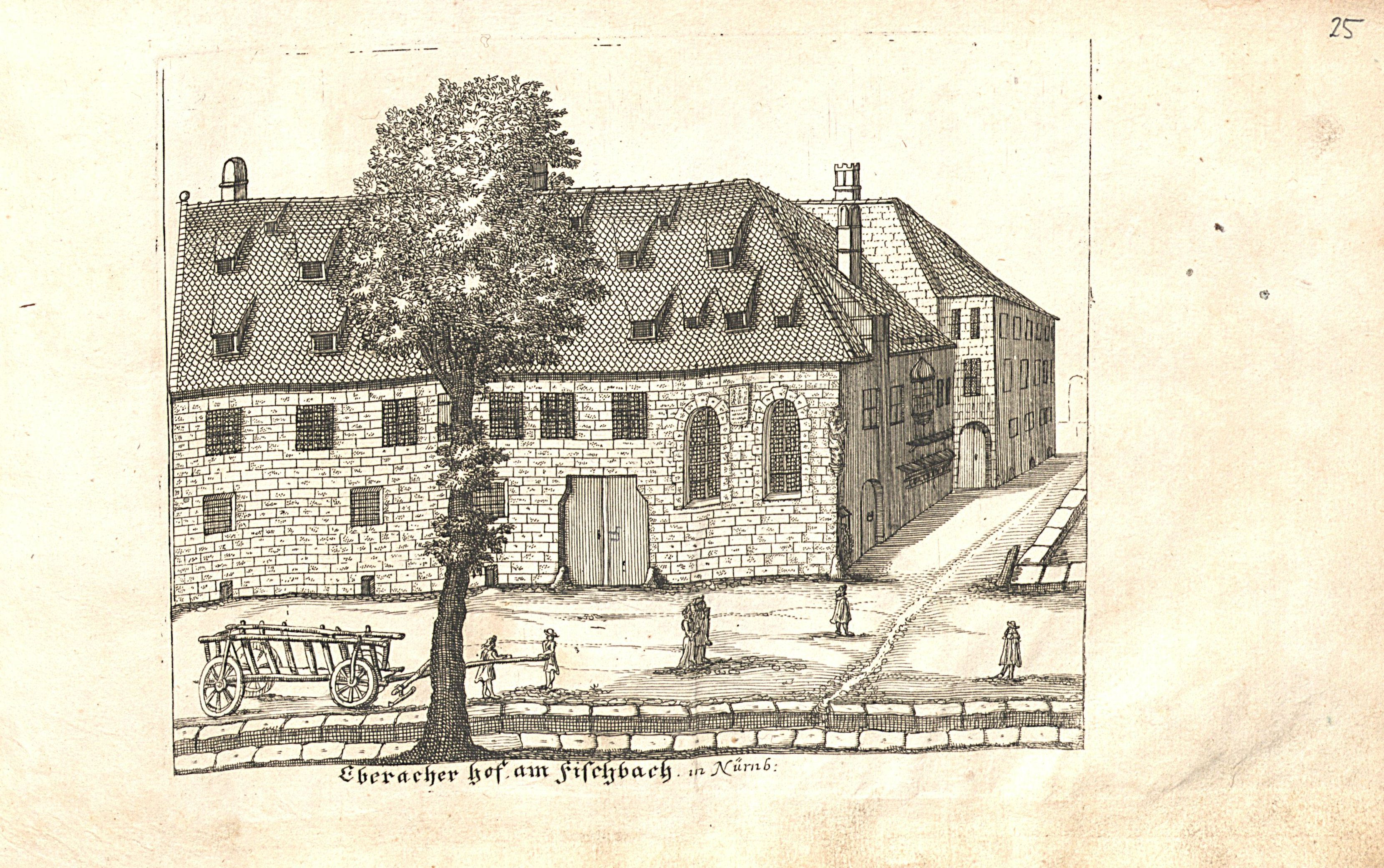
Johann Alexander Böner Eberacher Hof am Fischbach 1709

Wie das Kloster Heilsbronn, so errichteten auch die Zisterzienser des Klosters Ebrach Anfang des 14. Jahrhunderts einen Pfleghof in Nürnberg. Der Ebracher Hof genannte Verwaltungssitz lag zwischen dem Ebracher Gässchen (im Osten), dem Postgässchen (im Westen), der Karolinenstraße (im Süden) und der Adlerstraße (im Norden), rechts neben dem Karmeliterkloster. Während der Amtszeit des Ebracher Abtes Johannes I. Kaufmann von Würzburg (1474–89) wurde 1480 an der südöstlichen Ecke des Anwesens die St.-Michaels-Kapelle errichtet und der Ebracher Hof erhielt seine endgültige Form. Er wurde bis zur Reformation von Mönchen aus dem Kloster Ebrach verwaltet und anschließend von weltlichen Beauftragten. Kloster Ebrach blieb nach der Reformation katholisch, da der Ebracher Hof aber nur ein Verwaltungssitz des Klosters und keinen Status als Kloster hatte, blieb der Hof, die Kapelle und deren Ausstattung von den Auswirkungen der Reformation weitgehend unberührt. Die Äbte des Klosters nutzten den Hof häufig als Anlaufpunkt, da sie von den Würzburger Fürstbischöfen verfolgt wurden. So lebten Abt Johannes IV. Beck und Abt Leonhard Rosen zeitweise hier.
Das benachbarte Karmeliterkloster wurde hingegen nach der Reformation aufgelöst und profaniert. Es diente zeitweise als Lager, bis es 1696 von der von den Thurn und Taxis betriebenen Kaiserlichen Reichspost angemietet wurde. 1816 wurde das Kloster für den Neubau der Königlichen Post abgerissen.
Der Ebracher Hof blieb bis 1903 erhalten und wurde zusammen mit dem Postgebäude für den Neubau der Oberpostdirektion abgerissen. Die spätgotische Decke und der Altar der Michaelskapelle wurden 1915 im Germanischen Nationalmuseum eingeplant und 1920 als Teile der Marienkapelle eingebaut.
Im Jahr 2003 wurde auf dem Areal des ehemaligen Karmeliterklosters und des Ebracher Hofes ein Kaufhaus errichtet.

### Neunkirchner Hof – Bamberger Hof
Der Neunkirchner Hof war ab 1410 der Wirtschaftshof des Augustiner-Chorherrenstifts Neunkirchen am Brand in Nürnberg. Er war ab 1554 an Nürnberger Bürger verpfändet, wurde aber durch den Bischof von Bamberg ausgelöst. Ab dem Ende des 16. Jahrhunderts diente er Bamberger Gesandten auf den Kreistagen des Fränkischen Reichskreises in Nürnberg als Unterkunft. Aus dieser Zeit stammte die Bezeichnung „Bambergisches Gesandtschaftshaus“.
Der Neunkirchner Hof lag in der Tetzelgasse 20, nördlich des Peststadels und des Pellerhauses und wurde während des Zweiten Weltkriegs vollkommen zerstört.

### Eichstätter Hof – Peststadel

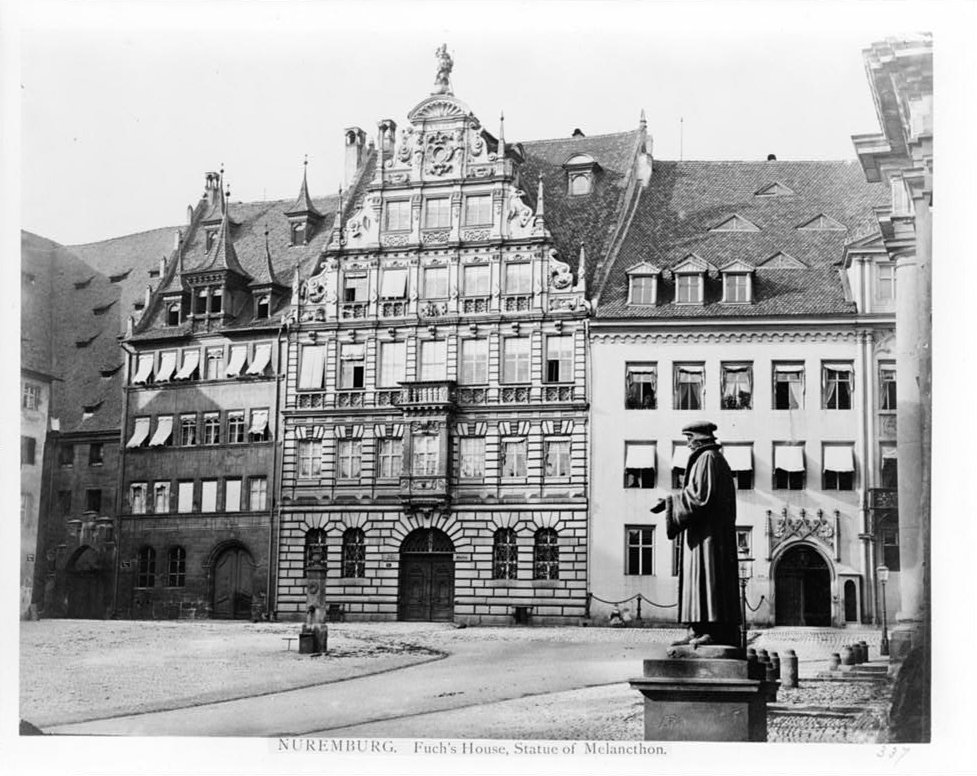
Dach des Peststadels hinter Haus No 21 links neben dem Pellerhaus (Foto vor 1890)

Der Eichstätter Hof war ein Wirtschaftshof des Bistums Eichstätt. Er befand sich am Egidienplatz an der Ecke zur Tetzelgasse (Tetzelgasse 30, heute ohne Nummer), neben dem Pellerhaus.
Der Rat der Stadt ließ den Wirtschaftshof 1449 zerstören, weil Fürstbischof Johann von Eych im Ersten Markgrafenkrieg Albrecht Achilles unterstützte. Jobst Tetzel erwarb das Areal im Auftrag des Rates 1469. An der Stelle des Eichstätter Hofes ließ der Rat den sogenannten Peststadel errichten. Dieses Gebäude wurde ursprünglich als Korn- und Salzspeicher genutzt. Das Gebäude, in dem ab 1864 das Tetzelschulhaus untergebracht war, wurde während des Zweiten Weltkriegs bis auf einige Sandsteinmauern völlig zerstört, das Grundstück wurde teilweise als Parkplatz genutzt.

## Klöster im Nürnberger Umland
Außerhalb der Reichsstadt Nürnberg, aber durchaus in deren späterem Einflussbereich wurden einige Klöster gegründet, die in sehr engem Kontakt mit der Stadt und deren Bürgern standen. 1240 legte eine aus Nürnberg stammende Beginenvereinigung den Grundstein für das Kloster Engelthal, das ab 1348 in den Orden der Dominikanerinnen aufgenommen wurde. 1343 stiftete Kunigunde von Orlamünde zusammen mit dem Nürnberger Patrizier Konrad Groß das Zisterzienserinnenkloster Himmelthron in Großgründlach. Zwei Jahre später gründete Konrad Groß 1345 das Kloster Pillenreuth für die Augustinerchorfrauen. Die letzte Klostergründung war das für den Birgittenorden gestiftete Kloster Gnadenberg in der Oberpfalz. Es lag zwar nicht im Einflussbereich Nürnbergs, wurde aber vollständig von Nürnberger Baumeistern errichtet und finanziell stark von Nürnberger Bürgern unterstützt.

### Übersicht
- 1240 – Kloster Engelthal
- 1343 – Kloster Himmelthron
- 1345 – Kloster Pillenreuth
- 1426 – Kloster Gnadenberg

## Zwölfbrüderhausstiftungen
Die Gemeinschaften der Zwölfbrüderstiftungen die nach dem Vorbild der Begarden in Nürnberg gegründet wurden, zählten nicht zu den eigentlichen Klostergemeinschaften, lebten aber nach eigenen Regeln und finden deshalb als christliche Seelsorgegemeinschaft Erwähnung.

### Mendelsche Zwölfbrüderhausstiftung

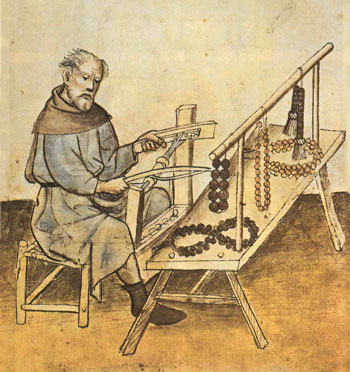
Ein Rosenkranz-Drechsler im Hausbuch der Mendelschen Zwölfbrüderstiftung (um 1425)

Der Nürnberger Patrizier Konrad Mendel, dessen Bruder Marquard 1380 das Kartäuserkloster Nürnberg gestiftet hatte, war der erste Stifter eines Brüderhauses in Nürnberg. Er gründete 1388 das Brüderhaus gegenüber der Zwölfbotenkapelle, in unmittelbarer Nähe der Kartause, Ecke Vordere Kartäusergasse/Kornmarkt. Er folgte dem Vorbild der flämischen Begardenhäuser und stieß damit die Gründung weiterer Zwölfbrüderhäuser in Süddeutschland an.
Im Mendelschen Zwölfbrüderhaus wurden jeweils zwölf alte Handwerker aus Nürnberg aufgenommen, die ihr Handwerk nicht mehr ausüben und sich damit nicht mehr selbst für ihren Lebensunterhalt sorgen konnten. Ab 1425 wurde es Tradition, jeden Bruder bei der Ausübung seines ursprünglichen Berufes in einem Hausbuch zu porträtieren. Damit wurden einzigartige kulturgeschichtliche Werke zur Geschichte des mittelalterlichen und neuzeitlichen Handwerks der Reichsstadt Nürnberg geschaffen.
Das Stiftungsvermögen wurde 1801 in die Heilig-Geist-Spital-Stiftung überführt. Die Stiftungsgebäude und die Zwölfbotenkapelle wurden 1903 abgerissen. Auf dem Areal befindet sich heute das Gewerkschaftsgebäude.

### Landauersche Zwölfbrüderhausstiftung

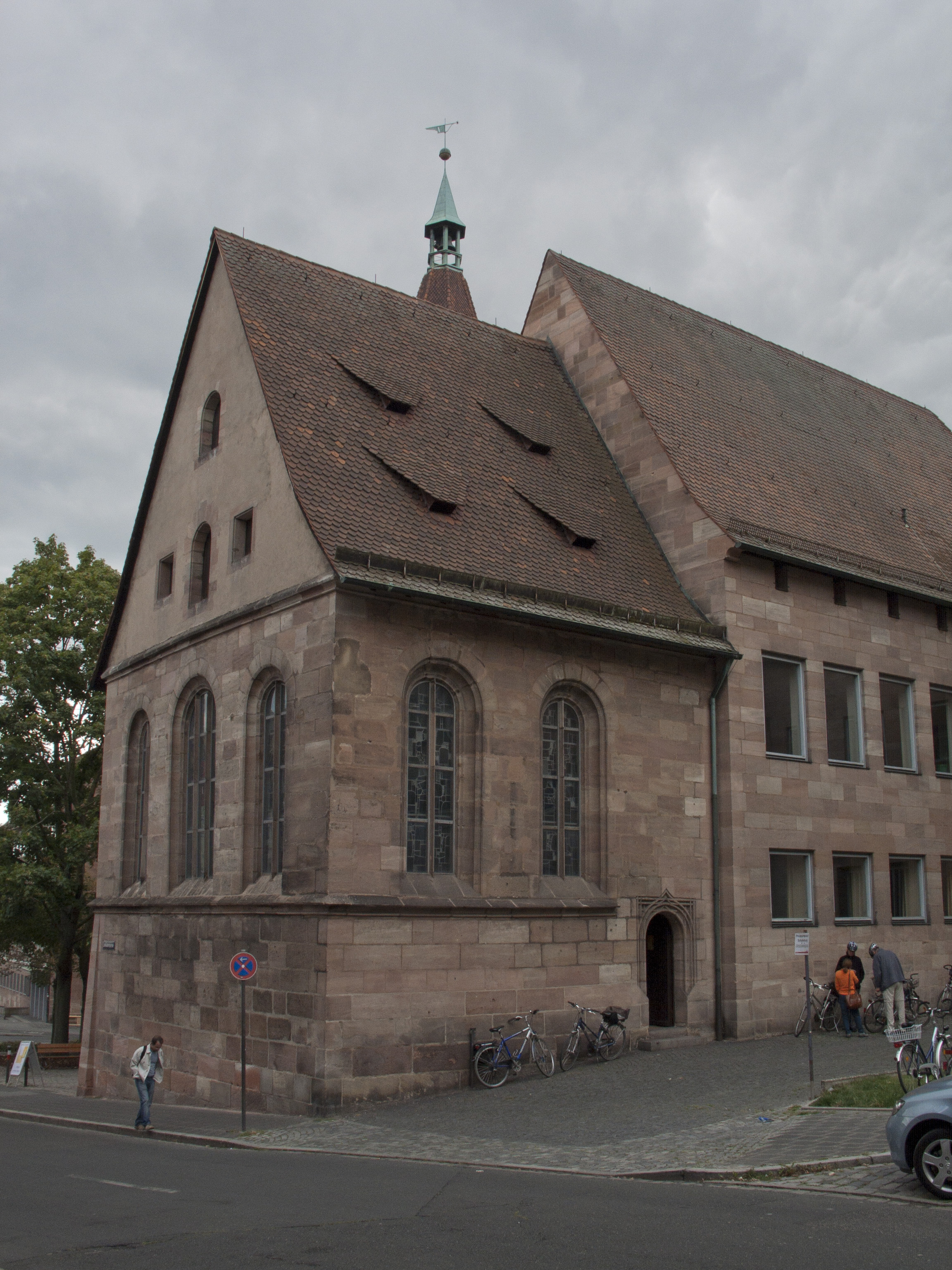
Allerheiligenkapelle (Landauerkapelle)

Der reiche Montanunternehmer Matthäus der Jüngere Landauer aus der Nürnberger Kaufmannsfamilie Landauer stiftete 1501 das zweite Zwölfbrüderhaus in Nürnberg nach dem genauen Vorbild des 1380 von Konrad Mendel gegründeten Zwölfbrüderhauses.
Landauer kaufte 1501 von der Stadt ein Grundstück neben dem Inneren Laufer Tor (Laufer Schlagturm) am Laufer Platz 11 und ließ durch den Baumeister Hans Beheim den Älteren die Landauerkapelle (auch: Allerheiligen- oder Zwölfbotenkapelle) errichten, die um 1506/07 fertiggestellt wurde. Der Stifter ließ sie 1511 mit dem Landauer Altar von Albrecht Dürer schmücken. Der Bau des Stiftungshauses wurde 1510 beendet und konnte bezogen werden. Auch dort fanden nicht mehr arbeitsfähige, ehelose Handwerker Aufnahme. Sie mussten mindestens zehn Jahre lang das Nürnberger Bürgerrecht besessen haben und durften weder Angehörige noch Abgewiesene des Mendelschen Zwölfbrüderhauses sein. Da die Insassen laut Hausordnung als Gegenleistung für freie Kost, Logis und Kleidung täglich für das Seelenheil des Stifters beten mussten, andernfalls drohte der Entzug der Mahlzeiten, wurde das Haus auch „Landauer Kloster“ genannt.
Die Landauersche Zwölfbrüderhausstiftung war eine der letzten großen Nürnberger Wohltätigkeitsstiftungen vor der Reformation und ging von einem Angehörigen des sehr wohlhabenden Bürgertums aus und nicht vom Patriziat.
Die Stiftung wurde 1806 aufgelöst und das Brüderhaus ab 1835 für die Königliche Kunstgewerbeschule und als Ausstellung für Teile der Städtischen Kunstsammlungen genutzt. Ab 1900 wurde das Königliche Realgymnasium in dem Gebäude untergebracht. Das Real- und das Reform-Realgymnasium trugen von 1938 bis 1945 den Namen Oberschule am Laufer Schlagturm.
Am 2. Januar 1945 wurden während eines Luftangriffs große Teile des Gebäudes und die Kapelle nahezu vollkommen zerstört. Das Stiftungshaus wurde in den Folgejahren abgerissen und durch den Neubau des Willstätter-Gymnasiums ersetzt, das am 11. Januar 1956 eingeweiht wurde. Die Landauerkapelle wurde zeitgleich wieder aufgebaut und in den Neubau integriert.

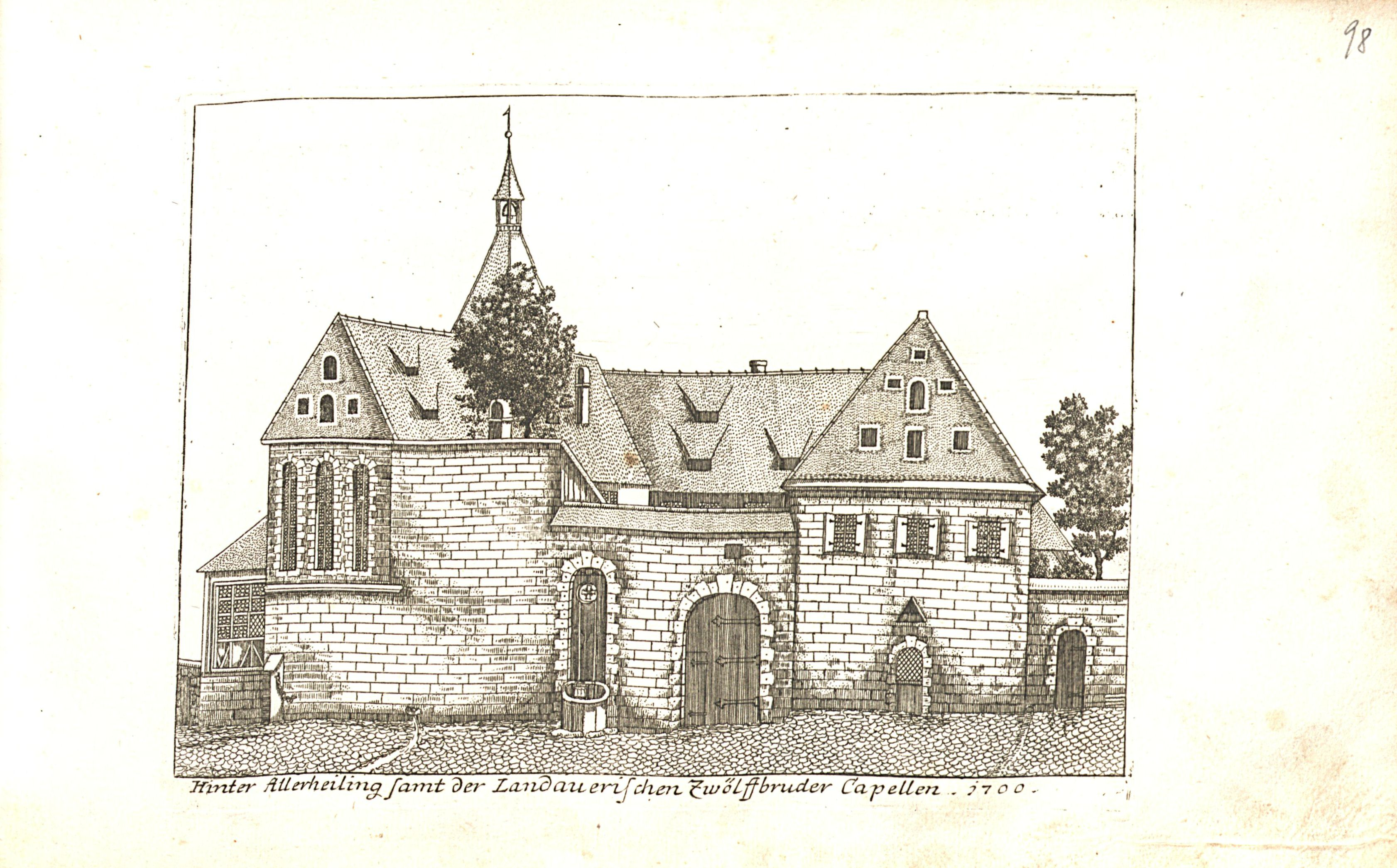
Zwölfbrüderhaus mit Kapelle 1709
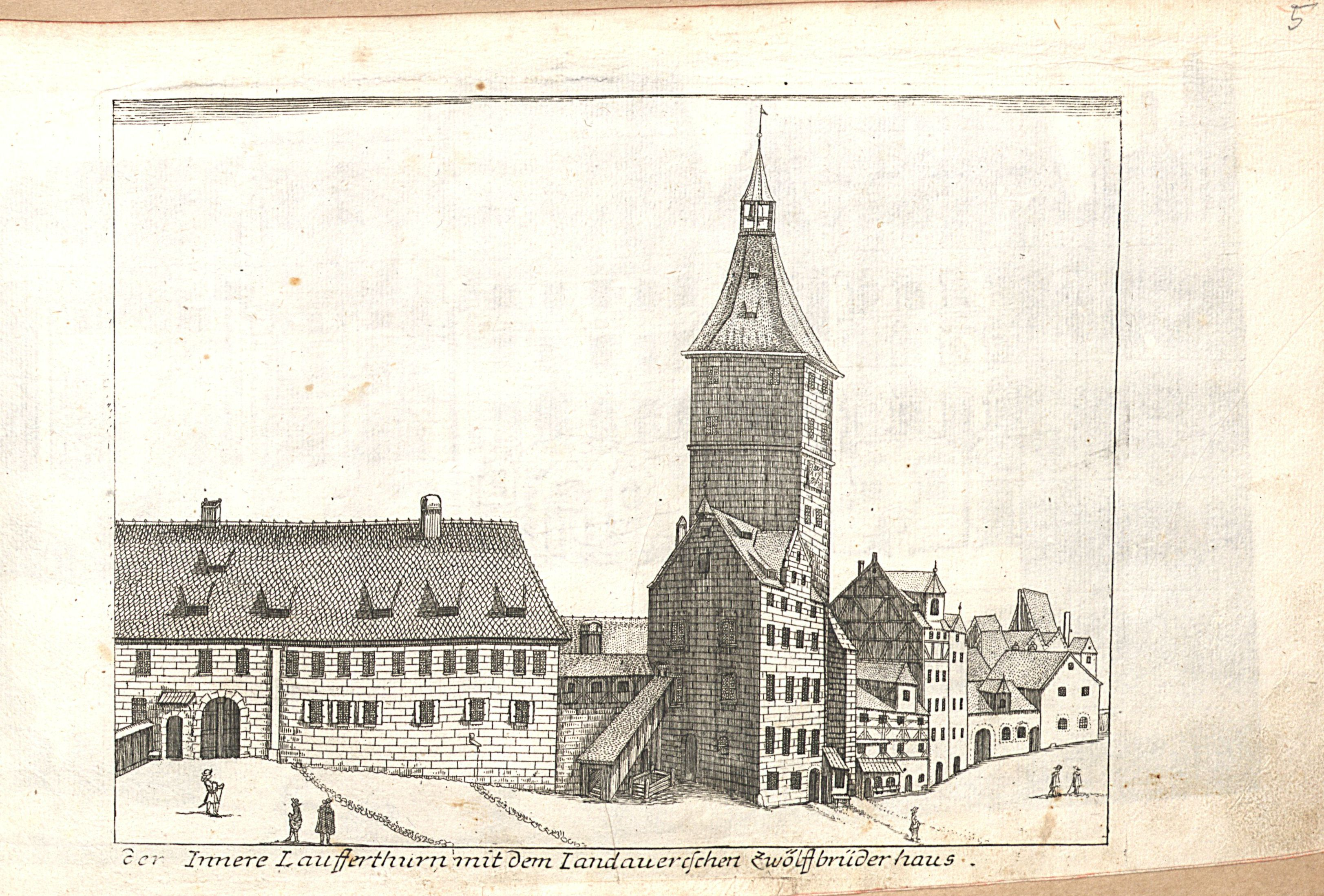
Zwölfbrüderhaus am Laufer Schlagturm

## Klosteraufhebungen
Die Reformation wurde 1517 durch den Augustinermönch Martin Luther ins Leben gerufen und in der Reichsstadt Nürnberg durch den Inneren Rat mehrheitlich wohlwollend begrüßt.
Trotz des von Kaiser Karl V. auferlegten allgemeinen Disputationsverbots wurde Anfang des Jahres 1525 vom Inneren Rat die Abhaltung eines Religionsgesprächs (christenliche disputacion) beschlossen, um die „einheitliche Predigt“ in Nürnberg wiederherzustellen. Das Nürnberger Religionsgespräch fand in der Zeit zwischen dem 3. und 14. März 1525 in sechs Sitzungen statt. Infolge des Gesprächs entschied sich der Rat im Mai 1525 für die Reformation, und die Konvente der Augustiner, Karmeliten, Kartäuser und Egidien übergaben ihre Klöster der Stadt. Die Klosterangehörigen bekamen Pensionen und Abfindungen für ihren Lebensunterhalt. Den anderen Klostergemeinschaften auf dem Gebiet der Reichsstadt wurde auferlegt, keine Novizen mehr aufzunehmen. Die Klöster wurden damit zum Aussterben verurteilt, die Mönche und Nonnen durften aber bis zu ihrem Lebensende in den jeweiligen Klostergebäuden bleiben.
Der umfangreiche Besitz der Klöster in der Stadt und im Umland wurde seit 15525 von den städtischen Ämtern Stadtalmosenamt und Landalmosenamt verwaltet und diente der Armenfürsorge.
Das Nürnberger Religionsgespräch war das Schlüsselereignis der Reformation in Nürnberg und leitete auch das Ende der Klöster ein. Die Kommende des Deutschen Ordens bildete als reichsunmittelbarer Stand eine Ausnahme und wurde erst nach Auflösung des Heiligen Römischen Reiches aufgelöst und säkularisiert.
Die Zwölfbrüderhäuser waren als private Stiftungen Nürnberger Bürger nicht an Konfessionen gebunden und wurden erst durch das Königreich Bayern aufgelöst.
Erst seit der Mitte des 19. Jahrhunderts gibt es wieder katholische Ordensgemeinschaften in Nürnberg.